# Grandchamps-des-Fontaines
Grandchamps-des-Fontaines är en kommun i departementet Loire-Atlantique i regionen Pays de la Loire i nordvästra Frankrike. Kommunen ligger i kantonen La Chapelle-sur-Erdre som tillhör arrondissementet Nantes. År 2022 hade Grandchamps-des-Fontaines 6 910 invånare.

## Befolkningsutveckling
Antalet invånare i kommunen Grandchamps-des-Fontaines
| Referens: INSEE |